# Иванушки International
«Иванушки International» («Іванушки Інтернейшнл») — російський музичний гурт, заснований у 1995 продюсером Ігорем Матвієнко.

## Про групу

### 1995—1998
До групи Андрій Григор'єв-Апполонов та Кирило Андреєв працювали моделями: Андрій — в Сочинському театрі мод, а Кирило — в Театрі мод Слави Зайцева. Обидва знімалися у відеокліпах: у Кирила були ролі у відео «Хлопчик мій» Світлани Володимирської і «I'm Lost Without You» Лайми Вайкуле, а Андрій з'явився на екрані як учасник масовки в кліпі гурту «Любе» на пісню «Не валяй дурака, Америка». На зйомках цього кліпу, 1992 року, Андрій і познайомився з майбутнім продюсером та композитором «Иванушек International» Ігорем Матвієнко, однак Ігор Ігорович взяв Андрія в групу набагато пізніше — 1995 року, після того як побачив його в Сочинському театрі мод і зрозумів, що Андрій — лідер колективу театру.
Перший концерт групи пройшов в Москві, у будинку на Трьохгорному валу. У той період колектив з ініціативи Ігоря Матвієнка неодноразово виступав у московських школах безкоштовно.
Офіційною датою заснування колективу вважається 10 листопада 1995. Спочатку у групи не було своєї назви, і вони виступали під різними псевдонімами («Союз-Аполлон» та ін.). Тільки через півроку з'явилася остаточна назва «Иванушки International».
Концептуально Ігор Матвієнко хотів у своєму новому проекті поєднати найкращі традиції російської народної музики, радянської естради та популярні зарубіжні танцювальні стилі (диско, транс та ін.). Ця концепція відбилася на назві колективу.
В 1996 Иванушки випустили свій перший студійний альбом «Конечно он». Весь альбом, за винятком пісні «Подсолнух», був записаний в тон-студії «Мосфільму». Учасники групи виспівували в туалеті неподалік від студії, де, за словами Андрія Григор'єва-Апполонова, «чудова акустика». До нього увійшли три кавер-версії пісень гуртів та виконавців кінця 80-х («Вселенная», спочатку виконана Олександром Івановим та групою «Рондо», «Этажи» та «Малина» у виконанні Олега Кацури та гурту «Класс»). Так само в альбом увійшли пісні, на слова учасника групи — Ігоря Соріна. Пісні «Где-то» та «Подсолнух». У пісні «Тучи», текст якої написав Олександр Шаганов, спочатку була інша музика, а виконувати пісню повинен був Юрій Шатунов. Відеокліп на пісню у виконанні «Иванушек International» був знятий в 1996 на недобудованій пітерській Дамбі.
Наприкінці 1997 група випускає свій наступний альбом «Конечно он remix». Творцями реміксів виступили саунд-дизайнер та співпродюсер колективу Ігор Полонський, клавішник групи «Моральний Кодекс» Костянтин Смирнов і Dj Максим Мілютенко. Крім реміксів на вже існуючі пісні, «Иванушки» випустили також майбутній свій хіт — пісню «Лялька» (в кліпі на цю пісню знімалися одразу 4 соліста — Андрій Григор'єв-Апполонов, Кирило Андреєв, Ігор Сорін і Олег Яковлев) та кавер-версію пісні групи «Любе» «Дуся агрегат»
У другий номерний альбом «Твои письма», реліз якого відбувся 15 листопада 1997, увійшло 11 пісень. Як і в перших двох альбомах, в третьому не обійшлося без кавер-версій хітів минулих років («Алешкина любовь», «Младшая сестричка», «Девочка-девчоночка»). Окрім музичних треків, в альбом увійшов звуковий лист від учасників групи.
У березні 1998 року у складі групи відбуваються зміни. Її покидає Ігор Сорін, який вирішив зайнятися сольною кар'єрою. Його місце остаточно займає Олег Яковлєв. Дебют Олега Яковлєва відбувся у кліпі «Лялька».
Доля Соріна склалася трагічно — в 1998 покінчив життя самогубством стрибнувши з балкона. 4 вересня 1998 його не стало.

### 1998—2002
1998 року у Иванушек виходить пісня «Тополиный пух». Влітку 1998 кліп на цю пісню широко запустили в ефір російських каналів, а пісня посіла перше місце в чарті «Русского радио». Михайло Андреєв, автор тексту пісні, сказав в документальному фільмі 2010 року «Иванушки International: згадати все» телеканалу «Муз-ТВ», який увійшов в цикл «Популярна правда», що бачив тополиний пух в липні в Томську. Там, в місті, яке він вважає рідним, Андреєв і написав текст пісні. На зйомках фільму учасники групи відвідали місця зйомок відеокліпів «Хмари» та «Тополиний пух», відвідали той будинок, де пройшов їх перший концерт, а також тон-студію «Мосфільму» та разом з іншими людьми, що мають відношення до групи, розповіли про багато фактів..
В 1999 вийшов диск «Фрагменты из жизни», присвячений пам'яті Ігоря Соріна. У цьому альбомі — унікальні записи: вірші Ігоря в його виконанні, його перші пісні, записані до того, як він став «Іванушкою». Також в диск увійшли пісні Иванушек на вірші Ігоря Соріна і їх нова пісня, яка ніде раніше не публікувалася, присвячена Ігорю Соріну — «Я тебе ніколи не забуду».
У квітні 1999 гурт «Иванушки International» випустив свій новий, третій за рахунком номерний альбом «Про это я буду кричать всю ночь» — саме так називається заголовна пісня диска, яку виконує самий яскраво-рудоволосий «Іванушка» — Андрій Григор'єв-Аполлонов.
Це — перший альбом, в якому Олег Яковлєв брав участь як повноправний соліст. Робота над диском велася з серпня по листопад минулого року в студії Продюсерського центру Ігоря Матвієнка, зведення та мастеринг були здійснені в звукозаписуючій студії кіноконцерну «Мосфільм».
В альбом «Про это я буду кричать всю ночь» увійшли десять нових пісень, серед яких є і вже відомі композиції — «Тополиный пух», що заполонив ефіри музичних радіостанцій та телеканалів наприкінці літа 1998, і пісня «Рядом с тобой», що увійшла в альбом «Фрагменты жизни» пам'яті Ігоря Соріна під назвою «Я тебя никогда не забуду».
Крім постійних поетів-піснярів «Иванушек» — Олександра Шаганова та Михайла Андреєва, пісні для нового альбому написали Костянтин Арсеньєв та Герман Витку, який раніше вже доклав перо до пісні «Миллионы огней» для дебютного альбому команди.
Сама платівка, крім музичного наповнення, вперше включає в себе і мультимедійний трек, на якому записані кліп «Снігурі» та міні-фільм про зйомки цього кліпу, а також фрагменти концертних виступів. Тираж цього варіанту альбому обмежений.
Наступним альбомом «Іванушек» став диск «Подожди меня», за ним слідував «Олег, Андрей, Кирилл», що вийшов в 2002.
До нього увійшли такі хіти групи, як «Золотые облака», «Безнадега.ру», «Капелька света», «Северная звезда» записана разом з Іриной Тоневой.
2002 року група взяла участь у концерті в Державному Кремлівському палаці з нагоди 56-річчя В'ячеслава Добриніна, де заспівала одну з його пісень. концерт став першим у циклі «Зірки Росії в ДКП». Того ж року гурт взяв участь у концерті для учасників Міжнародних спортивних юнацьких ігор країн СНД, Балтії та регіонів Росії, який пройшов у спорткомплексі «Олімпійський», а також у святкуванні Дня прийняття декларації про державний суверенітет Росії, 12 червня. Святковий концерт під назвою «Новий час Росії» пройшов в Москві, на Василівському узвозі.

### 2003—2010
2003 року гурт виступив в тбіліському Палаці спорту напередодні традиційного осіннього свята «Тбілісоба», незадовго до парламентських виборів.
Альбом «10 лет во Вселенной», що вийшов в 2005, складається з чотирьох нових хітів («Букет сирени», «Билетик в кино», «Я люблю», «За Горизонт», ремейку «Я спросил у ясеня», пісень минулих років, каверів пісень «Иванушек», записаних іншими виконавцями («Фабрика», «Корні», "КуБа"та ін.) і реміксу на пісню «Тополиный Пух» від проекту Vengerov&Fedoroff.
2007 року, коли проведення зимових Олімпійських ігор 2014 року було доручено Сочі, «Иванушки» взяли участь у гала-концерті на Театральній площі Сочі, де велася пряма трансляція з голосування членів Міжнародного олімпійського комітету. Після оголошення результатів голосування група разом з іншими російськими естрадними виконавцями виконала гімн нової олімпійської столиці.
У другій половині 2000-х популярність «Иванушек International» стала стрімко падати. Музичні критики заговорили про творчу кризу Ігоря Матвієнка, у якого перестали писатися хіти. З пісень «Иванушек», що вийшли в 2006—2007 році, жодна не змогла повторити успіх попередніх хітів. Найвідоміша композиція цих років — «Ирония судьбы» на музику з фільму «Іронія долі, або З легким паром». Після 2007 року група на кілька років перестала випускати нові пісні.
«Иванушки» були присутні на зйомках першого випуску шоу «Велика різниця» наприкінці 2007 року, а у випуск шоу від 4 липня 2010 увійшла пародія на гурт, де його учасники були показані в образі літніх розтовстілих чоловіків. Анонс передачі на сайті Першого каналу був названий «Тополиный пух, жара и» «Секс»!, а в шоу було спародійовано пісні «Тополиный пух», «Кукла» і «Тучи». Самі «Иванушки» та Ігор Матвієнко також були присутні на зйомках випуску.
2008 року Кирило Андреєв брав участь у шоу «Цирк із зірками». У березні 2008 року він, готуючи номер ілюзії для шоу, невдало впав на репетиції, зламав руку і був змушений покинути шоу, але припиняти виступи в гурті не збирався навіть на той час, поки носив гіпс. У той період він у складі гурту виступив на творчому вечорі Олександра Шаганова.
Гурт взяв участь в музичній комедії «Красота требует», яку Перший канал приурочив до 8 березня 2008.
У червні 2010 року хлопці заспівали на відкритті великого торгового центру в Бєлгороді.
13 листопада 2010 «Иванушки» зібралися разом в CROCUS CITY HALL на честь 15-річчя групи.
19 листопада 2010 Перший канал показав випуск шоу «Надбання республіки», присвячений Ігорю Матвієнко. У програмі прозвучали 10 пісень композитора, у тому числі чотири пісні з репертуару «Иванушек». Самі «Иванушки» заспівали «Тополиный пух».
Співаки взяли участь у зйомках документальних фільмів 2010 року: «Ігор Матвієнко. Маестро в джинсах» і «Володимир Шаїнський: прилетить раптом чарівник…».
Костюмер гурту — Юлія Григор'єва-Апполонова, старша сестра Андрія. Про неї в середовищі прихильників «Иванушек» ходило багато чуток (її вважали гримером, адміністратором, коханкою одного з учасників), але всі вони були розвіяні в документальному фільмі Першого каналу «Зоряна рідня», де знялися самі Андрій та Юлія.
Також гурт брав участь в телепрограмі «Армійський магазин», де «проходила військові навчання», і в одному з епізодів серіалу «Десантура».

### 2011— нині
19 жовтня 2012 на Радіо Дача відбулася прем'єра пісні «Я буду ждать тебя».
У лютому 2013 Олег Яковлев оголосив про відхід з групи, плануючи реалізуватися сольно
. Його змінив Кирило Туриченко.
Взимку 2014 року Кирило Андрєєв став факелоносцем естафети олімпійського вогню в Саратові, а Андрій Григор'єв-Апполонов в Сочі.

### Поточний склад
- Андрій Григор'єв-Апполонов — вокал  (1995 — наші дні)
- Кирило Андрєєв — вокал  (1995 — наші дні)
- Кирило Туриченко — вокал  (2013 — наші дні)

### Колишні учасники
- Ігор Сорін — вокал  (1995—1998)  (помер)
- Олег Яковлєв — вокал  (1998—2013)  (помер)

## Альбоми
- 1996 — Конечно он
- 1997 — Конечно он (Remix)
- 1997 — Твои письма
- 1999 — Пам'яті Ігоря Соріна «Фрагменты из жизни»
- 1999 — Про это я буду кричать всю ночь
- 2000 — Ivanushki.Best.Ru — неофіційний альбом
- 2000 — Подожди меня
- 2001 — Иванушки в Москве. Диск 1
- 2001 — Иванушки в Москве. Диск 2
- 2002 — Олег Андрей Кирилл
- 2005 — 10 лет во Вселенной
- 2008 — Вся история Иванушек (у трьох DVD)

## Відеографія
| Рік  | Кліп                                  | Режисер                       |
| ---- | ------------------------------------- | ----------------------------- |
| 1995 | «Вселенная»                           | Сергій Баженов                |
| 1996 | «Тучи»                                | Олег Гусєв                    |
| 1996 | «Где-то»                              | Олег Гусєв                    |
| 1997 | «Кукла»                               | Олександр Андранікян          |
| 1998 | «Поверь, мне тоже очень жаль»         | Євген Митрофанов              |
| 1998 | «Тополиный пух»                       | Олег Гусєв                    |
| 1999 | «Снегири»                             | Євген Митрофанов              |
| 1999 | «Два океана»                          | Марія Лопатова                |
| 2000 | «Зачем вы девушки, любите белобрысых» | Григорій Константинопольський |
| 2000 | «Реви»                                | Гліб Орлов                    |
| 2000 | «Беги»                                | Олег Гусєв                    |
| 2001 | «Капелька света»                      | Андрій Болтенко               |
| 2002 | «Золотые облака»                      | Дмитро Захаров                |
| 2002 | «Безнадега точка ру»                  | Філіп Янковський              |
| 2003 | «Букет сирени»                        | Дмитро Захаров                |
| 2003 | «Билетик в кино»                      | Федір Бондарчук               |
| 2004 | «Я люблю»                             | Роман Пригунов                |
| 2005 | «За горизонт»                         | Гліб Орлов                    |
| 2006 | «Иволга»                              | Віктор Придувалов             |
| 2007 | «Не могу без тебя»                    | Філіп Готьє                   |
| 2013 | «Лучший день»                         | Роман стрибунів               |

## Нагороди

### Звукова доріжка
- 1997 — найкращий гурт
- 1998 — найкращий гурт[22].

### Рекорд '
- 1998 — виконавець року[23]

### Овація
- 2001 — поп-гурт року

### Золотий грамофон
- 1996 — «Где-то»
- 1997 —«Кукла», «Тучи»
- 1998 —«Тополиный пух»
- 1999 —«Небо»
- 2000 —«Зачем вы, девушки, любите белобрысых»
- 2001 —«Лодочка»
- 2002 —«Золотые облака»
- 2004 —«Билетик в кино»

### Пісня Року
- 1996 —«Тучи»
- 1997 —«Колечко»,«Кукла»
- 1998 —«Тополиный пух»
- 1999 —«Снегири»
- 2000 —«Реви»
- 2001 —«Лодочка»,«Капелька света»
- 2002 —«Золотые облака»,«Безнадега точка ру»
- 2003 —«Билетик в кино»

### Стопудовий хіт
- 2003 —«Букет сирени»